# Хіврич Сергій Олександрович
Сергі́й Олекса́ндрович Хі́врич (нар. 16 вересня 1971 — пом. 24 січня 2015) — старший сержант Збройних Сил України, учасник російсько-української війни.

## Життєпис
Навчався в Івано-Франківському національному технічному університеті нафти і газу, відслужив строкову службу, проживав у Івано-Франківську.
Призваний 19 березня 2014-го, спочатку служив у 5-му Прикарпатському батальйоні тероборони, згодом перевівся до 128-ї бригади; старший сержант, старший стрілець 15-го окремого гірсько-піхотного батальйону.
Загинув 24 січня 2015-го поблизу села Нікішине в часі артилерійського та мінометного обстрілу опорного пункту ЗСУ російськими збройними формуваннями, після якого рушили 2 танки. Тоді вояки вийшли з бліндажу та зайняли бойові позиції, відбили атаку терористів, котрі з відстані 600—700 метрів почали обстріл із гранатометів, один снаряд розірвався під ногами Сергія, відірвало ноги, смерть настала миттєво. Усі троє загинули, але танки не пройшли, тоді ж поліг солдат Олександр Шевцов.
Похований 31 січня 2015-го в місті Івано-Франківськ, Чукалівське кладовище, Алея Героїв.
Без Сергія лишились старенькі батьки і сестра.

## Нагороди та вшанування
- Указом Президента України № 270/2015 від 15 травня 2015 року, «за особисту мужність і високий професіоналізм, виявлені у захисті державного суверенітету та територіальної цілісності України, вірність військовій присязі», нагороджений орденом «За мужність» III ступеня (посмертно)[1].
- 25 квітня 2019 року присвоєно звання «Почесний громадянин міста Івано-Франківська» (посмертно)[2].
- Вшановується в меморіальному комплексі «Зала пам'яті», в щоденному ранковому церемоніалі 24 січня[3][4].